# Kyrylo Schownir
Kyrylo Andrijowytsch Schownir (ukrainisch Кирило Андрійович Жовнір; * 7. März 1997 in Kiew) ist ein ukrainischer Eishockeyspieler, der seit 2017 beim HK Donbass Donezk in der Ukrainischen Eishockeyliga spielt.

## Karriere
Kyrylo Schownir spielte zu Beginn seiner Karriere beim HK Krementschuk. Als der Krieg in der Ostukraine einen geordneten Spielbetrieb unmöglich machte, ging er 2014 in die Vereinigten Staaten und spielte dort bei Colorado Evolution in der Western States Hockey League, einer regionalen Juniorenliga. Zur Rumpfsaison 2015 kehrte er nach Krementschuk zurück und spielte dort bis 2016 in der ukrainischen Eishockeyliga. Nach einem Jahr beim HK Generals Kiew steht er seit 2017 beim HK Donbass Donezk, mit dem er 2018 und 2019 Ukrainischer Meister wurde, unter Vertrag.

### International
Schownir vertrat sein Heimatland erstmals im Dezember 2015 bei der U20-Weltmeisterschaft 2016 in der Division I. Im April 2016 nahm er auch an Herren-Weltmeisterschaft 2016 ebenfalls in der Division I teil. Dabei gelang ihm mit seiner Mannschaft der Aufstieg von der B- in die A-Gruppe der Division I. Auch bei der Weltmeisterschaft 2018 spielte er in der Division I.

## Erfolge und Auszeichnungen
- 2016 Aufstieg in die Division I, Gruppe A, bei der Weltmeisterschaft der Division I, Gruppe B
- 2018 Ukrainischer Meister mit dem HK Donbass Donezk
- 2019 Ukrainischer Meister mit dem HK Donbass Donezk